# Eressa eressoides
Eressa eressoides là một loài bướm đêm thuộc phân họ Arctiinae, họ Erebidae.